# رشاد ستريك
رشاد ستريك (بالإنجليزية: Reshad Strik)‏ هو ممثل أسترالي، ولد في 22 يونيو 1981 في أستراليا.

## وصلات خارجية
- رشاد ستريك على موقع IMDb (الإنجليزية)
- رشاد ستريك على موقع قاعدة بيانات الفيلم (الإنجليزية)